# Tatiana Mountbatten
Tatiana Mountbatten (Londres, 16 de abril de 1990) es una psicoterapeuta, amazona ecuestre y aristócrata británica. Es la hija mayor del cuarto marqués de Milford Haven y su primera esposa, Sarah Walker. Como hija de un par británico, ostenta el título de Lady.